# Régiment des Gardes françaises
Das Régiment des Gardes françaises war eines der beiden Infanterieregimenter der königlichen Garde (Maison militaire du roi) in Frankreich. Es wurde 1563 noch unter der Bezeichnung „Garde du Roi“ aufgestellt.
Das Regiment „marschierte allzeit an der Spitze der französischen Infanterie“.

## Aufstellung und Umbenennungen in chronologischer Reihenfolge
- 1. August 1563: Aufstellung des Régiment de la Garde du Roi aus je fünf Enseignes des „Régiment de Richelieu“ und des „Régiment de Charry“, die beide aufgelöst wurden.
- 1566: Umbenennung in Régiment de Strozzi mit Verlust des Gardestatus[4]
- 1566: Das Régiment de la Garde du Roi wurde entlassen.
- 1569: Aufstellung des Régiment des Gardes françaises aus Teilen des „Régiment de Strozzi“, welches aufgelöst wurde.
- 1573: Kassiert[5]
- 1574: Wiederaufstellung des Régiment des Gardes françaises
- 1. September 1789: Auflösung

## Ausstattung

### Fahnen
Seit 1691 gab es eine neue Ordonnanz- und Leibfahne. In jedem der Viertel befanden sich jetzt 41 goldene Lilien.

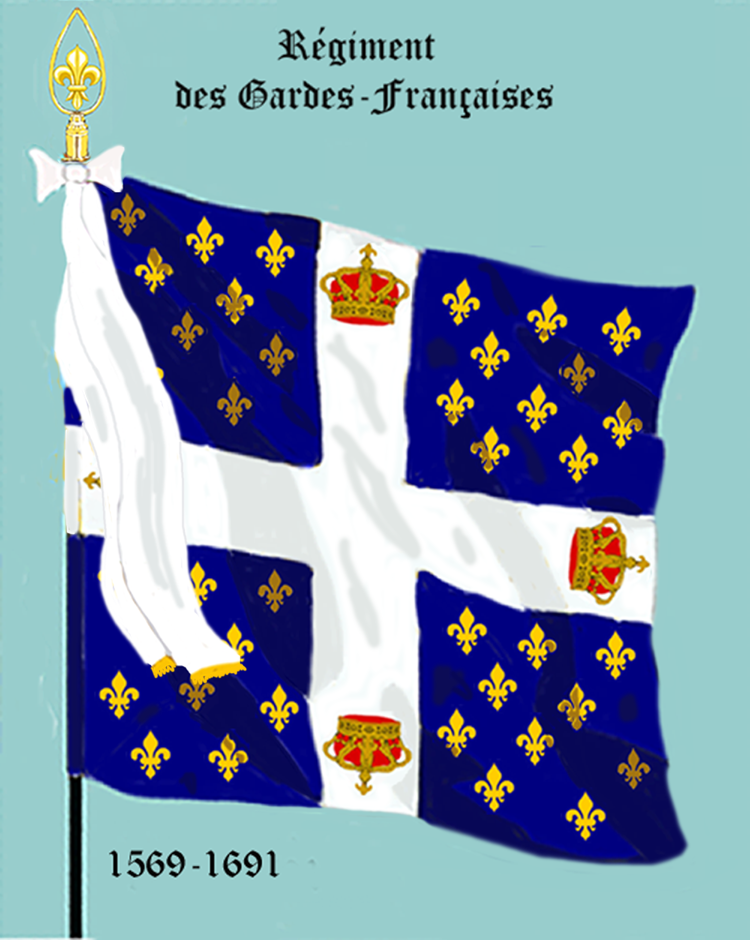
Ordonnanzfahne von 1569 bis 1691
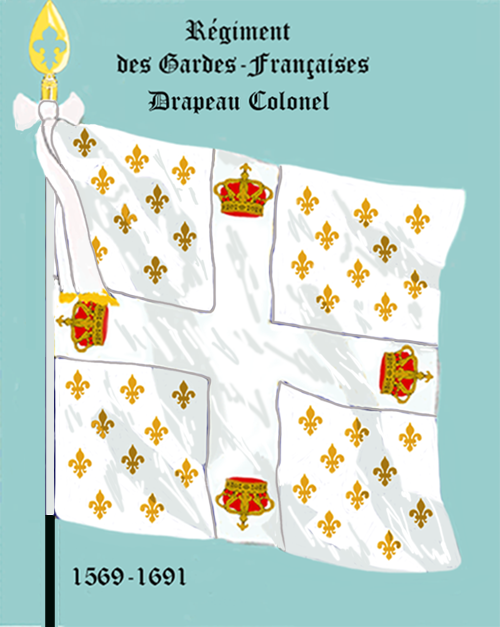
Leibfahne des Colonel von 1569 bis 1691
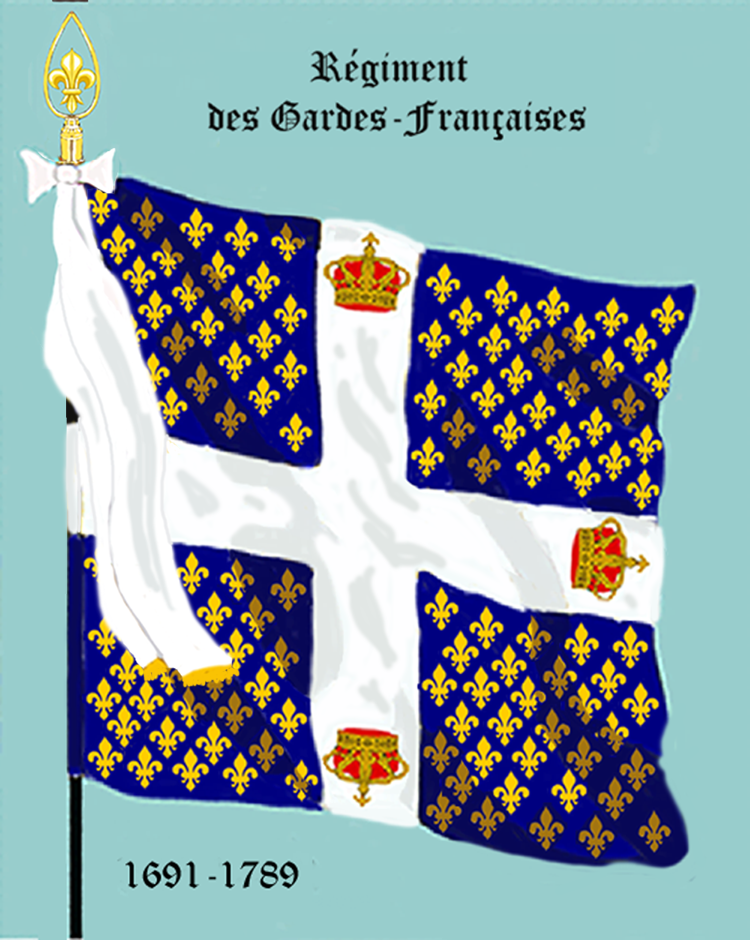
Ordonnanzfahne von 1691 bis 1789
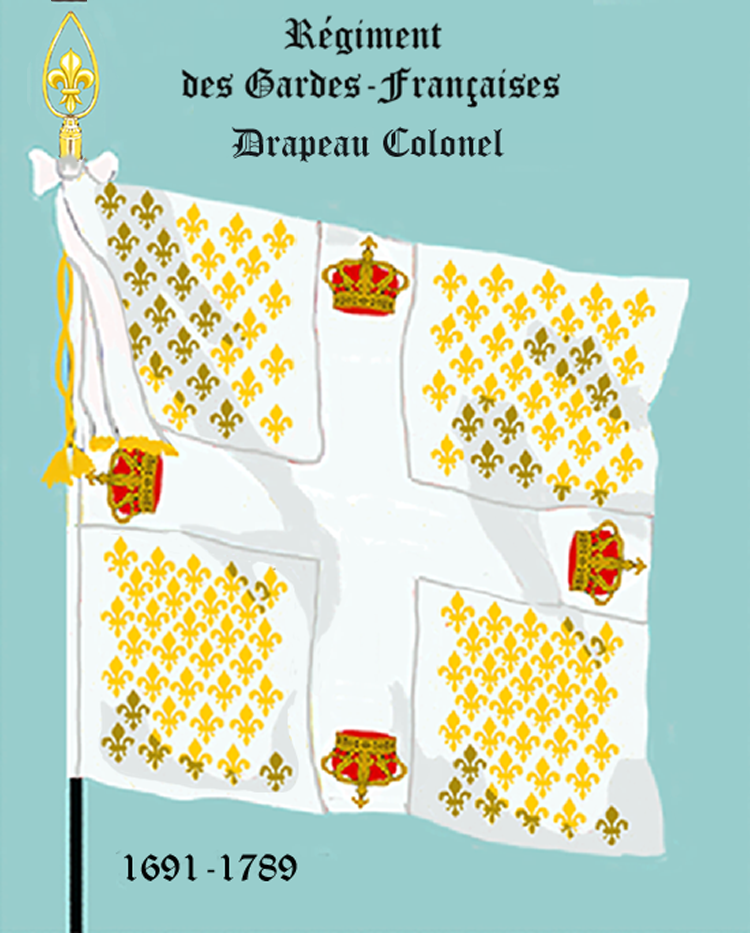
Leibfahne des Colonel von  1691 bis 1789

### Uniform
- Die Uniform war blau, mit roter Abzeichenfarbe und weißen Verzierungen

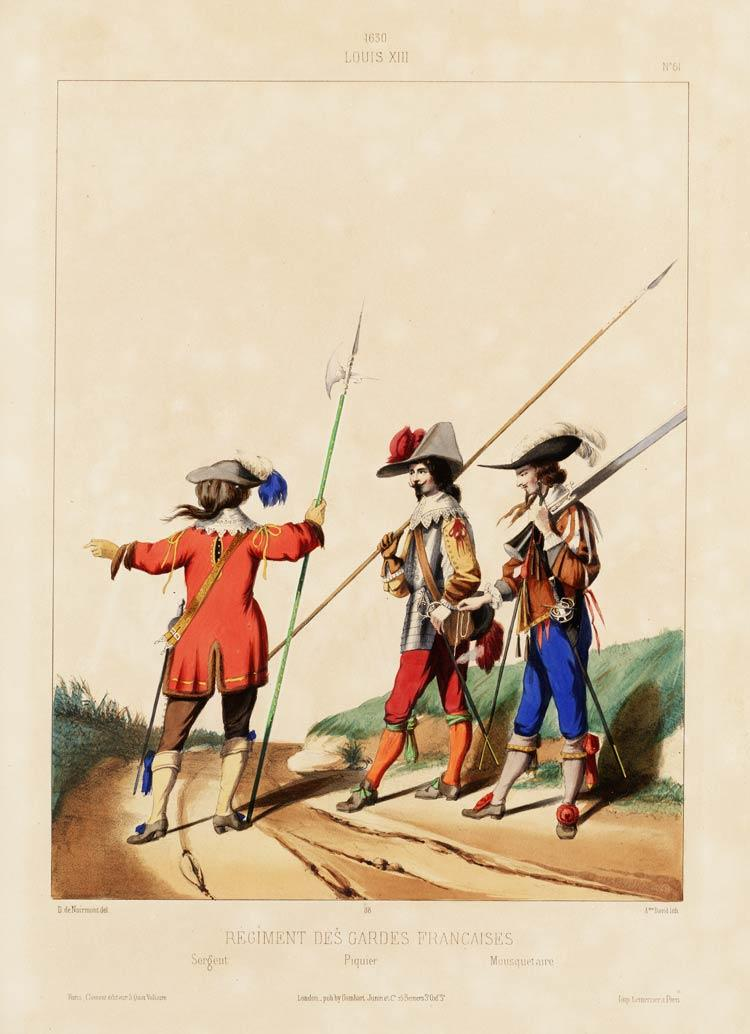
Sergent, Piquier und Musketier des Régiment des Gardes françaises unter Louis XIII. 1630
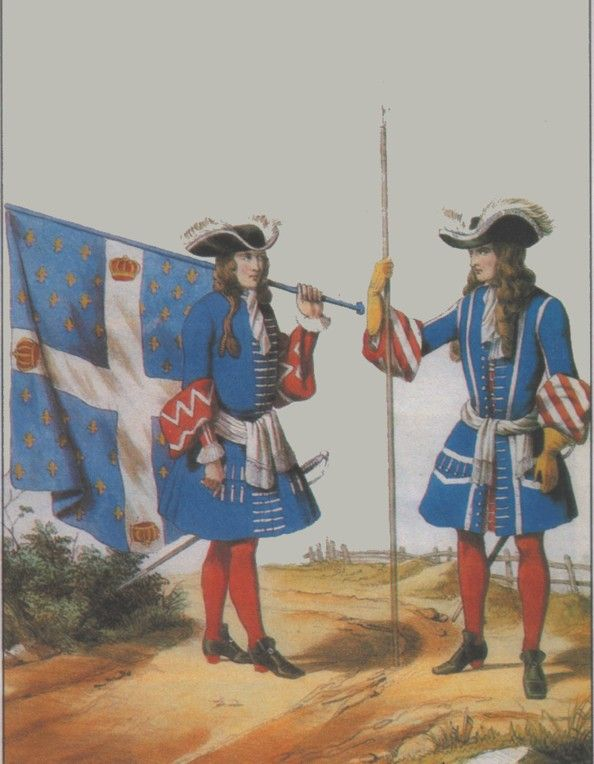
Uniform des Régiment des Gardes françaises 1697
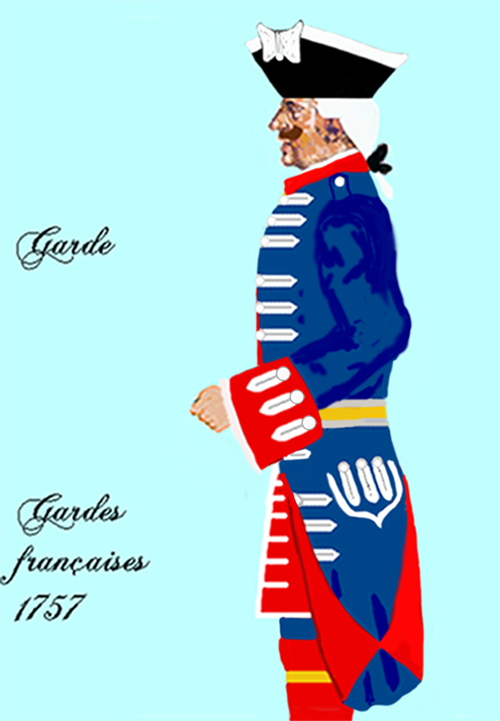
Uniform des Régiment des Gardes françaises 1757

## Geschichte

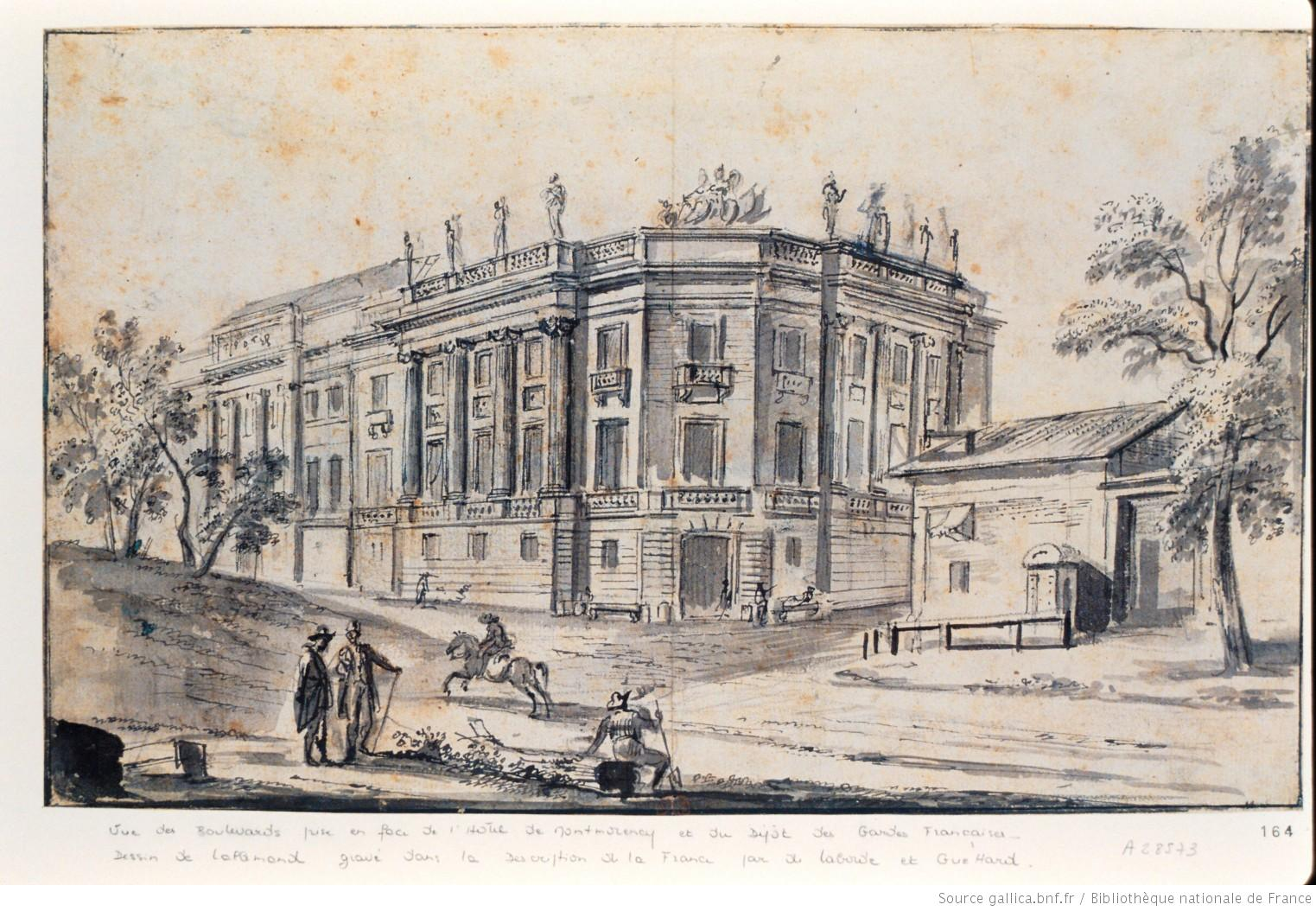
Hôtel de Montmorency, Boulevard des Capucines, Dépôt der Gardes françaises

Auf Anregung von Pierre de Bourdeille, genannt Brantôme, wurden 1563 das „Régiment de la Garde du Roi“ für König Charles IX. aufgestellt. Das „französisch“ in ihrem Namen war bei der Umbenennung 1569 nur gewählt worden um sie von den anderen königlichen Garden, der Garde écossaise und den Gardes suisses zu unterscheiden. Die Gardes françaises wurden nach und nach immer mehr verstärkt. Es handelte sich um eine Elitetruppe, die zusammen mit der Schweizergarde die „Garde de l'extérieur“ (also die Garde „außerhalb“) bildete und die königlichen Paläste daher von außen bewachte. Die Gardes françaises schritten allen anderen Infanterieeinheiten voran, das betraf auch ihre alten Rivalen, die Gardeschweizer.
Die Rekrutierung erfolgte aus den besten Leuten der Linienregimenter. Es handelte sich dabei meistens um nicht adlige Soldaten, weswegen es diesen und auch den „bas-officiers“, (den heutigen Unteroffizieren entsprechend) nicht möglich war, Offizier zu werden. Die Offiziere entstammten dem privilegierten Stand und wurden bevorzugt von den Musketieren abgeworben, so zum Beispiel der Charles de Batz-Castelmore d’Artagnan.
Die Offiziere der Gardes françaises hatten das Privileg sich mit ihren Angelegenheiten direkt an das Parlament in Paris zu wenden.
Einige der Kompanien waren in Paris stationiert, um in der Hauptstadt im Bedarfsfall für öffentliche Ruhe und Ordnung zu sorgen. Die Kaserne in der Rue de Babylone im 7. Arrondissement war 1780 für die Gardes françaises gebaut worden. Heute beherbergt sie eine Einheit der Garde républicaine.
Das Regiment stand in enger Beziehung zu der Pariser Bevölkerung, was auch an der großen Anzahl der von den Gardes françaises besetzten Wachen lag.

### Veränderungen
- 1563: bei der Aufstellung bestanden 10 Kompanien zu je 50 Mann
- 1574: bei der zweiten Aufstellung, bestanden 12 Kompanien
- 1600: Aufstockung auf 20 Kompanien
- 1601: Reduzierung auf 18 Kompanien
- 1612: Aufstockung auf 20 Kompanien
- 1635: Aufstockung auf 30 Kompanien
- 1689: Aufstockung auf 32 Kompanien, davon zwei Grenadierkompanien. Gesamtpersonalstand: 9.600 Mann
- 1701: Am 16. April gab es eine Veränderung per königlichem Dekret. Colonel des Regiments wurde der Maréchal la Feuillade, dem er es überließ alle Offiziersstellen der Leibkompanie  zu vergeben, die von Seiner Majestät personalmäßig verstärkt wurde. Außer dem Capitaine-lieutenant würde die Kompanie über drei Lieutenants, drei Sous-lieutenants, zwei Ensignes, von denen einer die Fahne und der andere ein Sponton zu tragen habe, verfügen.  Nach dem Tod von la Feuillade ging die Stelle des Colonel an den Maréchal de Boufflers über. Gleichzeitig wurde verfügt, dass die Einnahmen aus dem Verkauf der Offiziersstellen künftig an die Krone fallen sollten. Dadurch wurde Boufflers eine nicht unerhebliche Einnahmequelle entzogen, wo la Feuillad noch enorme Summen zugefallen waren.

Als Veränderung schlug er dem König vor, die Leibkompanie – so wie in den anderen Kompanien des Regiments – auf vier Offiziere zu reduzieren und dafür den Offiziersbestand der beiden Grenadierkompanien zu verdoppeln. Das war dem König nicht unangenehm, da die Offiziersstellen bei den Grenadieren mit einem höheren Kaufpreis verbunden waren als in der Leibkompanie.
Der König suchte dann im ganzen Regiment die Offiziere für die Grenadierkompanien aus:
- Für die Kompanie Saillant: Fontlebon als Lieutenant, Blorac als Sous-lieutenant und Caderset als Enseigne
- Für die Kompanie  Montgeorge: Mistral als Lieutenant, Chaponay als Sous-lieutenant, und der Chevalier de Montsorea als Enseigne.[7]
- 1719 bestand das Regiment aus 33 Kompanien, davon drei Grenadierkompanien.
- Mit Dekret des Königs vom 10. November 1733, hatte das Régiment des Gardes françaises wie folgt zu bestehen:[8]

1 Colonel
1 Lieutenant-colonel
1 Major (Für die Verwaltung zuständig)
6 Aides-major (Gehilfen des Major)
6 Sous aides-major (Untergehilfen des Major)
33 Capitaines (Kompaniechefs)
36 Lieutenants (Oberleutnants)
36 Sous-lieutenants (Leutnants)
66 Enseignes (Fähnriche)
33 Gentilhommes (Adelige ohne Rang im Offiziersstand) – zusammen: 218 Offiziere.
198 Sergeants (Feldwebel) – je sechs pro Kompanie
132 Tambours (Trommler) – je vier pro Kompanie
30 Fahnen
- Sechs Bataillone zu je fünf gewöhnliche Kompanien zu je 140 Mann und einer halben Grenadierkompanie zu 55 Mann. Pro Bataillon also 755 Mann und insgesamt 4530 Mann im Regiment.

Für den inneren Dienst und die Versorgungsangelegenheiten waren zuständig:
Der Commissaire général
2 Commissaires-aides (Gehilfen)
2 Maréchaux des logis (Maréchal de logis – berittener Feldwebel)
1 Aumonier (Regimentsgeistlicher)
1 Sergent d'ordre (etwa:Unteroffizier vom Dienst)
1 Auditeur (Schreiber)
1 Médecin (Regimentsarzt)
2 Aide (Arztgehilfen)
2 Chirurgiens (Feldschere)
1 Apotiquaire (Apotheker)
1 Tambour-major
1 Aide (Gehilfe)
6 Contrôleurs
1 Prévôt général (Generalprofoß)
1 Lieutenant de prévôt (Profoß-Oberleutnant)
1 Greffier (Protokollschreiber)
12 Archers (eigentlich Bogenschützen, eine Art Militärpolizei)
1 Executeur de justice (Henker)
- Unter Louis XV. bestand das Regiment noch aus 4.100 Mann

## Feldzüge
Im 18. Jahrhundert bildete die Gardes françaises mit den Gardes suisses eine Infanteriebrigade.

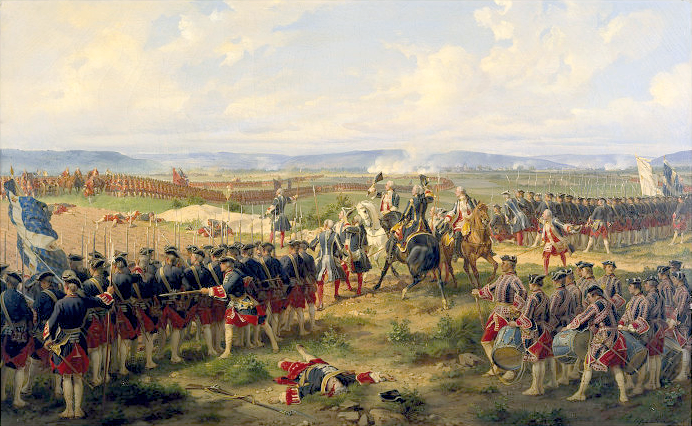
Das Regiment in der Schlacht bei Fontenoy, 1745 (nicht zeitgenössisches Bild von Henri Félix Emmanuel Philippoteaux)

- Die Gardes françaises kamen am 12. Mai 1588 nach Paris, um den König am Tag der Barrikaden gegen den Herzog von Guise zu unterstützen.[9]
- 1600: Italienische Kriege
  - Belagerung von Conflans
  - Belagerung von Montmélian
- 1614
  - Im Verband mit dem Régiment de Rambures Einsatz bei der Eroberung der Stadt Blavet, die von Rebellen gehalten wurde und wo die Gefahr bestand, dass sie an die Spanier ausgeliefert werden würde
- 1620
  - Schlacht bei Les Ponts-de-Cé
- Rebellion der Hugenotten
  - 1621:
    - Belagerung von Saint-Jean-d’Angély
    - Belagerung von Montauban
    - Belagerung von Montpellier
    - Belagerung von Royan
- 1648:  Schlacht bei Lens

### Pfälzischer Erbfolgekrieg
- 1690: Schlacht bei Fleurus
- 1692: Schlacht bei Steenkerke

### Spanischer Erbfolgekrieg
- 1706: Schlacht bei Ramillies
- 1709: Schlacht bei Malplaquet

### Polnischer Thronfolgekrieg
- 1734:  Am 3. Mai konnte es sich neben dem Régiment de La Marine beim Angriff im Gefecht bei Ettlingen auszeichnen. Teilnahme an der Belagerung von Philippsburg

### Österreichischer Erbfolgekrieg (1740–1748)
- 1743: Schlacht bei  Dettingen
- 1745: Belagerung von Tournai und Schlacht bei  Fontenoy
- 1748: Belagerung von  Maastricht

### Siebenjähriger Krieg
- 1760: Gefecht bei Korbach

### Französische Revolution
- 1789: Sturm auf die Bastille

## Revolution

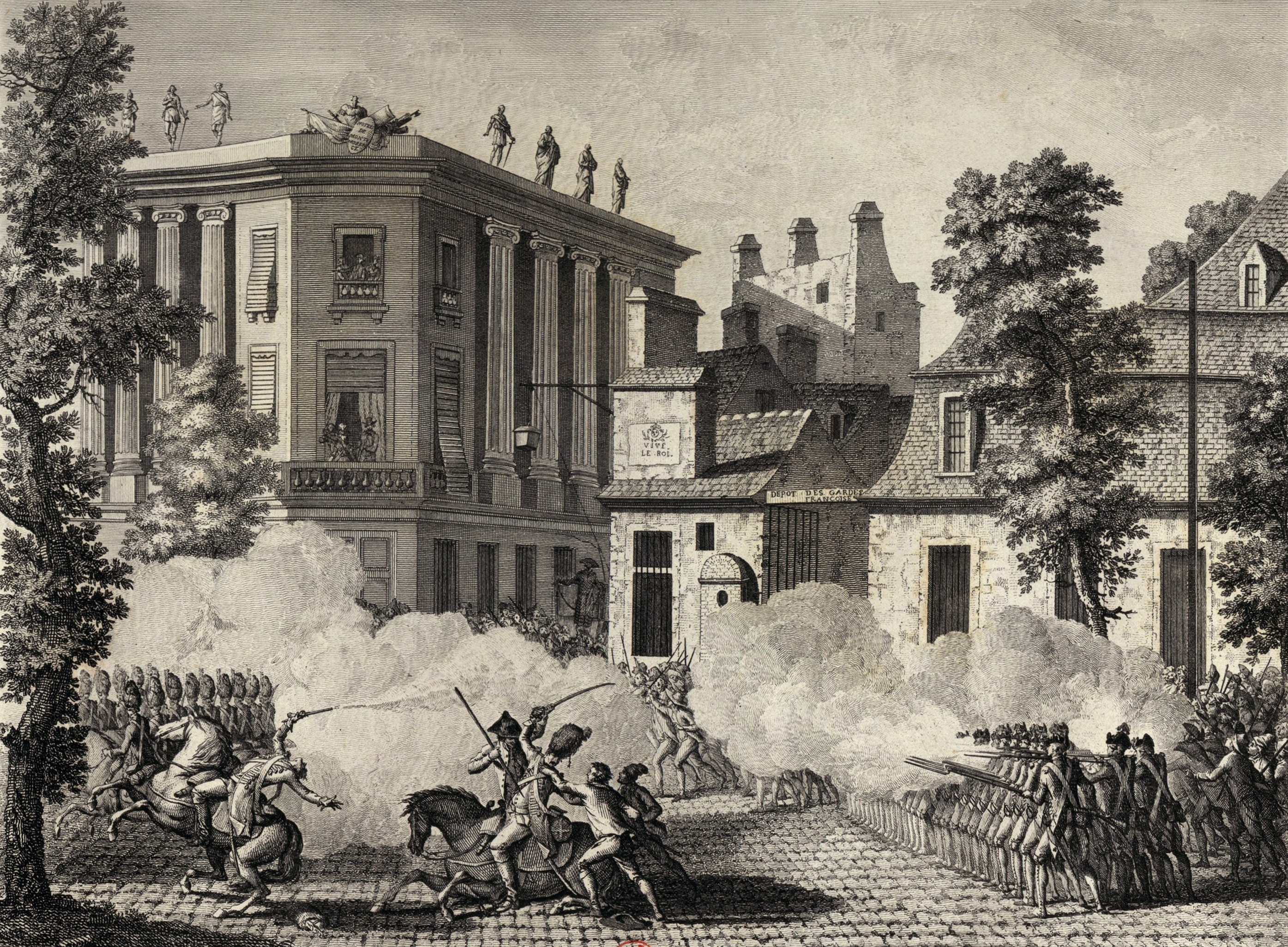
Aktion der Gardes françaises am 12. Juli 1789 gegen das, vom Prince de Lambesc kommandierte Régiment Royal-Allemand cavalerie

Am 12. Juli 1789 stellten sich die Gardes françaises auf Seiten der Pariser Bevölkerung gegen das Kavallerieregiment Royal-Allemand, das einen Volksauflauf zerstreuen sollte. Die Kavalleristen nahmen den Kampf jedoch nicht auf, sondern zogen sich zurück, wobei sie nach einem Schusswechsel drei Verwundete hatten. Am 14. Juli 1789 standen sechs Kompanien des Regiments in Paris, wo sich fünf von ihnen mit dem Volk verbündeten und am Sturm auf die Bastille teilnahmen.
Die im Jahre 1789 neuerrichtete Garde nationale bestand zum großen Teil aus ehemaligen Angehörigen der Gardes françaises. Unter ihnen befand sich auch der Colonel des Regiments Galiot Mandat de Grancey, der 1792 Nachfolger von La Fayette als Kommandeur der Garde nationale wurde.

### Colonels
- 1. August 1563: Jacques de Charri
- 1564: Philippe Strozzi
- 29. Mai 1569: Montlezun de Cosseins
- 1. Oktober 1574 : Beranger du Guast
- 1576 : Antoine de Brichanteau, marquis de Nangis
- 1581 : Louis Des Balbes de Berton de Crillon, genannt Chevalier de Crillon
- 1606 : Charles II. de Créquy
- 162? : Charles de Créquy-Canaples, Sohn des vorigen
- 163? : François de Bonne, duc de Lesdiguières
- 17. März 1633 : Charles V. de Rambures
- 1638: Antoine III. de Gramont
- 1658: Armand de Gramont
- 1671: François III. d’Aubusson, duc de La Feuillade
- 4. Februar 1692: Louis-François de Boufflers
- 26. Oktober 1704: Antoine V. de Gramont
- 17. Januar 1717: Antoine Louis Armand de Gramont (1688–1741), duc de Gramont
- 19. Mai 1741: Louis, duc de Gramont († in der Schlacht bei Fontenoy)
- 26. Mai 1745: Louis Antoine de Gontaut-Biron
- 29. Oktober 1788: Louis Marie Florent du Châtelet

### Persönlichkeiten, die im Regiment gedient haben
- Louis Auguste Victor de Ghaisne, comte de Bourmont – Marschall von Frankreich
- Charles d’Artagnan de Batz-Castelmore – Lieutenant, dann Capitaine-lieutenant in den Mousquetaires de la garde.
- Nicolas de Catinat – Marschall von Frankreich
- François Amédée Doppet – Revolutionsgeneral
- Abraham de Fabert d’Esternay – Marschall von Frankreich
- Armand Louis de Gontaut-Biron
- Nicolas-Jérôme Herlaut – Trésorier général (Generalzahlmeister) der Gardes Françaises und der Gardes suisses.[10]
- Lazare Hoche – Revolutionsgeneral
- Bernard-René Jordan de Launay – letzter Gouverneur der Bastille
- François-Joseph Lefebvre – Marschall von Frankreich
- Philippe Joseph Malbrancq – Revolutionsgeneral
- Henri de Maleyssye – Lieutenant-général d'armées du Roi
- Galiot Mandat de Grancey – Colonel der Gardes Françaises, 1792 Nachfolger von La Fayette als Kommandant der Garde nationale
- Jacques Mesnage, Sergent im Regiment - gefallen als Général de brigade am 20. Oktober 1798
- Nicolas Augustin Paliard – Revolutionsgeneral
- Jean-Armand du Peyrer, comte de Tréville – Capitaine-lieutenant in den Mousquetaires de la garde.
- Isaac de Portau, einer der Drei Musketiere
- Armand de Sillègue d’Athos d’Autevielle
- Charles François Riffardeau de Rivière – Lieutenant-général d'armée
- Alexandre Camille Taponier – Général d'infanterie[11]